# Teocrazia
La teocrazia (dal greco antico θεός?, theós, "dio" e κράτος, kràtos, "potere") è la forma di governo secondo cui la gestione delle attività religiose e quelle governative laiche coincidono. Spesso la religione nella teocrazia diventa puro strumento della politica. Differisce dalla ierocrazia, che è invece un rapporto filiale tra il governo civile e quello religioso.
Il termine teocrazia significa governo di Dio o da parte di Dio e nella sua accezione più estesa indica un governo basato sulla volontà di Dio o degli Dei. Nell'antico Israele, quando esso era il popolo di Dio, vigeva una teocrazia, era cioè Dio il Legislatore e colui che stabiliva norme, regole, leggi e princìpi oltre che legali, di comportamento, ecc., anche dal punto di vista religioso. Sempre nella nazione di Israele antica, i sacerdoti non dovevano interferire nelle questioni politiche e i re non dovevano immischiarsi nelle questioni religiose.
Nei sistemi indicati come teocratici spesso i governanti civili coincidono con i capi religiosi (per esempio l'imperatore bizantino come capo della Chiesa o il presidente di Cipro arcivescovo Makarios III nel periodo 1960-1974), le politiche governative coincidono con quelle religiose oppure sono fortemente influenzate dai principi di una religione (solitamente quella più diffusa) e tipicamente il governo dichiara di comandare per volere di Dio (come la maggior parte delle monarchie medievali europee, ma anche il regno di Francia fino alla rivoluzione francese) o di un altro potere superiore, come specificato dalla religione nazionale.

## Il concetto moderno di teocrazia
Il concetto di teocrazia fu coniato dallo storico Giuseppe Flavio nel I secolo. Egli definì come teocrazia il governo tipico degli Ebrei. La definizione di Giuseppe Flavio fu ampiamente accettata fino all'età dell'Illuminismo, quando il termine cominciò a raccogliere connotazioni più universalistiche e spiccatamente negative, specialmente nelle opere di Hegel. Dopo di ciò il termine "teocrazia" venne usato soprattutto per etichettare alcune particolari forme politiche come qualcosa di "poco razionale" o "sottosviluppato".
La teocrazia è concepita in antitesi alla democrazia, che fonda la legittimità del potere politico e la fonte del diritto nella volontà del popolo e non nel volere di Dio. Le prime teorie di questo tipo si ritrovano in età moderna nel pensiero di Marsilio da Padova.
Il concetto di teocrazia è usato molto spesso anche in sociologia, ma molto raramente o mai viene definito propriamente per un uso scientifico obiettivo.

## Teocrazia e democrazia in Hegel
Hegel indicò un momento di sintesi, nel quale il governo-del-popolo (democrazia) coincide con il governo-di-Dio (teocrazia) poiché il popolo è un Dio reale, è teofania.
Come per tutte le identità fra le quali anche tutto ciò che è razionale è reale e tutto ciò che è reale è razionale, la dimostrazione è composta di due parti. Hegel argomenta che il popolo è un Dio reale con un ragionamento filosofico.
La seconda parte dell'identità, Dio reale è il popolo e quindi governo-di-Dio è governo-del-popolo, ha per soggetto della frase la teocrazia (e la teologia) e viene giustificata con un riferimento evangelico: Dove due uomini si incontrano, lì è la mia Chiesa (altrove nei Vangeli si afferma che la Chiesa è lo stesso Cristo-Dio; il popolo in quanto insieme di uomini, assumerebbe natura divina).

## Forme di teocrazia odierne
Ci sono differenti forme di teocrazia. Una è il sistema teorizzato dal riformatore Giovanni Calvino, basato sull'interazione tra autorità civile e religiosa. In tale forma di governo il potere è condiviso tra un governante secolare (un imperatore) ed un capo religioso (un papa o arcivescovo).
La teocrazia può anche essere esercitata direttamente dal clero o indirettamente, come avviene nel caso del diritto divino di un re.
Attualmente le nazioni che presentano aspetti teocratici legali significativi sono:
- l'Arabia Saudita, in cui vige l'interpretazione wahabita della legge islamica sunnita[2];
- la Repubblica Islamica dell'Iran, dove un consiglio religioso approva le candidature alla presidenza. L'elezione del Presidente rimane comunque a suffragio universale e suo è il potere esecutivo, mentre il legislativo è del Parlamento ma è basato sulla giurisprudenza coranica secondo l'interpretazione Jafarita;
- in Grecia lo Stato Monastico Autonomo del Monte Athos è popolato e governato da monaci ortodossi.
- lo Stato del Vaticano.

Nazioni con aspetti teocratici formali o minori:
- Il Regno Unito, dove il sovrano tecnicamente è un governante teocratico a causa del suo titolo di Capo Supremo della Chiesa Anglicana, attribuito al sovrano inglese a partire dallo scisma anglicano. Tuttavia il monarca mantiene soprattutto un'autorità di tipo cerimoniale, per cui la grande maggioranza degli osservatori non considerano il Regno Unito come una teocrazia, giacché il monarca britannico non ha poteri civili. In Gran Bretagna è la Chiesa ad essere sottoposta allo stato e non il contrario, quindi è una forma di cesaropapismo.
- La Norvegia aveva un sistema simile a quello del Regno Unito, ma nel 2012 ci fu la separazione tra stato e chiesa.
- Andorra, dove il vescovo di Urgell è uno dei due capi di Stato, almeno a livello cerimoniale.
- Israele dove l'interazione fra legge civile e legge religiosa ebraica è significativa. Il Gran Rabbinato d'Israele ha infatti potestà in materia di halakhah, di matrimonio, di divorzio, di sepoltura, di eredità, di qualifica dello status di ebreo, di macellazione e certificazione kosher, di vigilanza dei luoghi santi ebraici, dei locali destinati all'abluzione rituale (Mikveh) e delle scuole religiose (Yeshivah), oltre che del controllo delle Beth Din (tribunali rabbinici).

Pur non avendo un potere politico riconosciuto, ci sono diverse organizzazioni la cui struttura può essere definita teocratica, per svariati motivi, come i Testimoni di Geova che considerano il gruppo denominato «schiavo fedele e discreto» (Mt 24:45), rappresentato dal Corpo Direttivo della loro organizzazione religiosa a suo capo, come canale fra Dio e la terra. Fino al 1959, anche il Tibet era una teocrazia, essendo insieme alla Mongolia un sistema di tipo lamaista, in cui il Dalai Lama era sovrano assoluto e massima autorità religiosa. Tra il 1959 e il 2011, quando si è dimesso dal suo ruolo politico in favore di un successore che venga eletto dal Parlamento esule, è stato capo del Governo tibetano in esilio, come una sorta di monarca costituzionale.

## Teocrazie storiche
Storicamente molte teocrazie sono esistite a livello di nazione e molte altre sono esistite in comuni e gruppi di città.
Nell'antico Egitto la teocrazia, era il "governo di un re - dio", con poteri assoluti sotto cui vivevano i sudditi, i quali, di qualunque condizione sociale fossero, erano considerati comunque un possesso del sovrano; ma non essendo lui capo dei chierici, è una forma ierocratica. Tale concezione fu attuata anche dall'Impero Persiano.
Nell'Impero romano l'imperatore era considerato come una figura sacerdotale (in quanto, come gli antichi re di Roma, era anche Pontifex maximus) e, dopo la morte, divinizzato (spesso con le mogli), come discendente, anche se poi solo ideale, degli dèi Marte, Venere e del "divo Giulio" (ossia Cesare divinizzato). Così nell'Impero Bizantino, in cui il basileus o la basilissa erano una figura sacrale tramite tra Dio e il suo popolo, come era avvenuto anche per il Regno d'Israele. Anche il Sacro Romano Impero aveva alcuni aspetti teocratici nel suo governo, anche se ufficialmente era una ierocrazia; tuttavia spesso l'imperatore cercava di prevalere sulla chiesa.
Le teocrazie in Europa andarono scomparendo tra il 1700 e il 1870, l'anno della caduta dello Stato Pontificio. Tra la Prima e la Seconda guerra mondiale ci furono diversi paesi europei governati da movimenti fascisti legati a religioni specifiche, che vennero definiti forme di clericofascismo e da alcuni vennero chiamati teocrazie: ad esempio la Spagna franchista e il Portogallo salazarista.
Il Giappone è stato una teocrazia di stampo shintoista sino alla Dichiarazione della natura umana dell'imperatore del 1946.
Gran parte dei paesi islamici hanno avuto in passato forme di teocrazia (il califfato), così come in ambito cristiano nello Stato Pontificio, nella Repubblica di Firenze nel periodo del governo di Girolamo Savonarola e nella Repubblica di Ginevra nel periodo del governo calvinista.
Recentemente, dal 1996 al 2001 e de facto dal 2021, il governo dei Talebani in Afghanistan può essere considerato una teocrazia. Anche lo Stato Islamico (ISIS) in Siria ed Iraq, dal 2014 al 2017.

### Fonti
1. ↑   Enciclopedia Treccani. URL consultato il 18 agosto 2015.
«Teocrazia Forma di governo in cui la sovranità è teoricamente esercitata dalla divinità.»
2. ↑  Nel mondo islamico, il potere religioso è generalmente sottomesso a quello politico. Cfr.  Premessa, su brainmindlife.org.

### Annotazioni
1. ↑  Nel Medioevo in particolare furono teocratiche le politiche dei papi Gregorio VII, Innocenzo III e Bonifacio VIII.